# Ewald Ammende

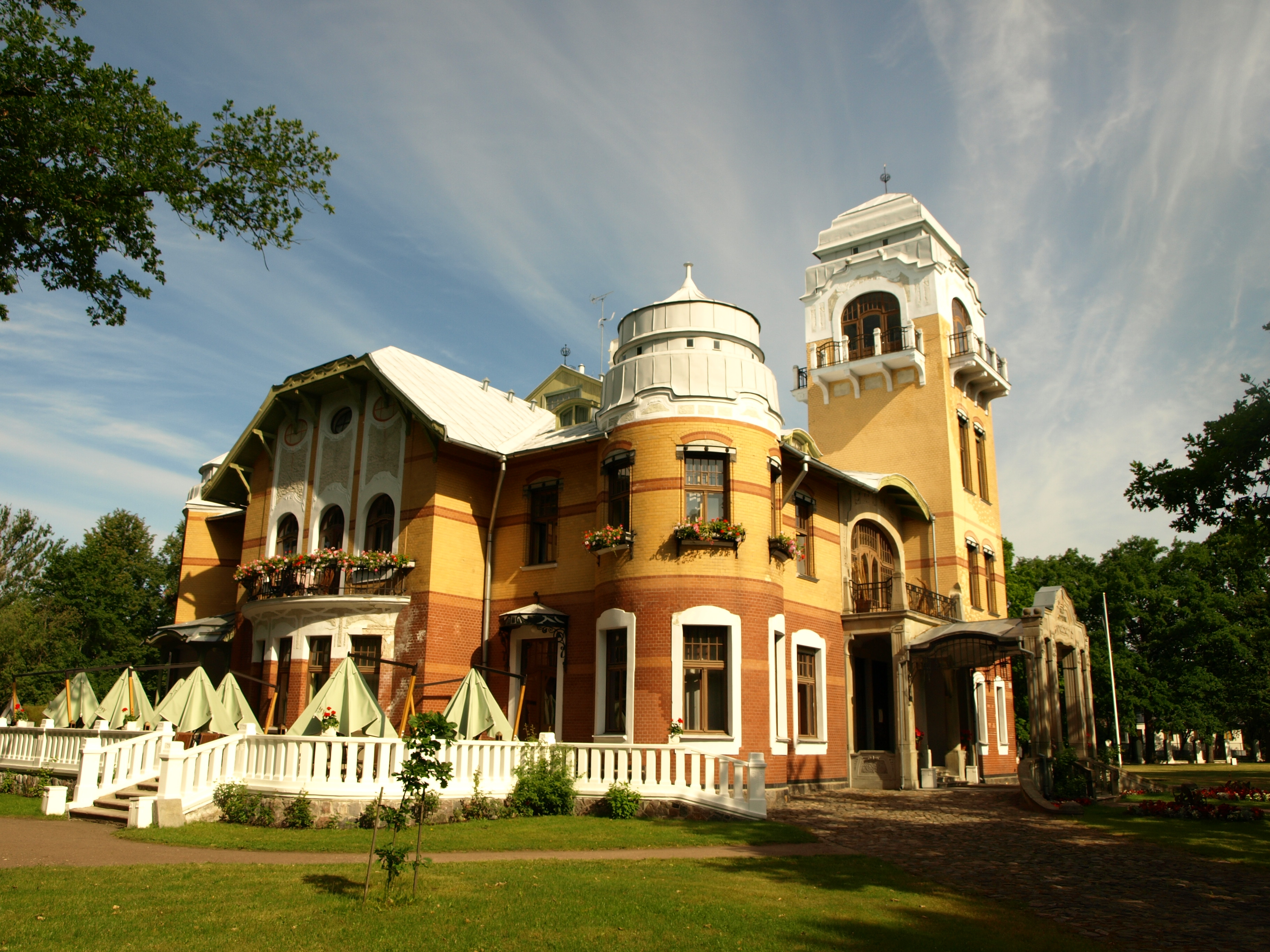
Villa Ammende à Pärnu (Estonie), actuellement un hôtel de luxe.

Ewald Ammende (3 janvier 1893 à Pernau, Livonie, Empire russe - 15 avril 1936 à Pékin, Chine) est un journaliste estonien, défenseur des droits de l'homme et homme politique d'origine allemande baltique.

## Biographie
Ewald Ammende est issu d'une famille de marchands riche, influente et établie de longue date en Livonie. Après des études au lycée de Pernau, il étudie en 1910 le commerce à l’école polytechnique de Riga, l’économie à Cologne et à Tübingen, et obtient son doctorat en sciences politiques à l’Université Christian Albrecht de Kiel.
Pendant la Première Guerre mondiale, il travaille dans le sphère de ravitaillement pour les villes du sud de la Russie. Après la division de la région historique de la Livonie en Estonie et en Lettonie, Ammende commence à faire campagne pour les minorités nationales dans la politique internationale. De 1919 à 1922, il travaille comme éditeur et directeur de publication à la "Rigaschen Rundschau" (Revue Riga), où il coopère avec Paul Schiemann. Cofondateur de l'Association des minorités allemandes en Europe, Ammende joue un rôle clé dans la création de la "Loi sur l'autonomie culturelle des minorités en Estonie" en 1925. La même année, des représentants de minorités de différents pays l'élisent secrétaire général du Congrès des nationalités européennes (ENK).
Il devient un ardent défenseur du droit des minorités ethniques et créé une organisation parapluie chargée de représenter les organisations de minorités ethniques (et pas uniquement celles d'ethnie allemande). Ammende suppose qu'une solution aux questions nationales ne serait pas réalisable par voie d'irrédentisme et cherche donc un équilibre entre les intérêts des groupes ethniques et ceux des États-nations sur la base de la reconnaissance mutuelle. En tant que secrétaire général de l'ENK, il aide les associations juives à soumettre la Pétition de Bernheim, qui le discrédite auprès des nationaux-socialistes. Au même moment, il entre en conflit avec les États-Unis et le gouvernement soviétique à cause de diverses actions et campagnes d'aide de la ENK.
Ewald Ammende est également directeur honoraire de "l'organisation de secours interconfessionnelle et transnationale de son éminence cardinal archevêque de Vienne". Il est en contact étroit avec le cardinal Theodor Innitzer, qui l'aide à publier son livre le plus célèbre, Muss Russland hungern? Menschen und Völkerschicksale in der Sowjetunion ( "La Russie doit-elle mourir de faim? Destins des peuples et des ethnies de l'URSS "). Le mot "Russie" dans le titre du livre, comme il est courant dans ces années, fait référence à l'URSS en général, bien que le livre couvre principalement les événements en Ukraine et au Kouban (Caucase occidental). Le livre suscite beaucoup de controverse en raison de sa description contemporaine de la famine soviétique (actuellement connue sous le nom d'Holodomor). Ammende évoque également dans son livre l'oppression systématique de diverses minorités en Ukraine, notamment les Polonais, les Magyars, les Roumains, les Juifs, les Biélorusses et les Allemands de Crimée. Bien que le rejet  d'Ewald Ammende par les nationaux-socialistes soit déjà connu au moment de la publication, les autorités soviétiques accusent ENK, affirmant que le livre fait la promotion de la propagande nationale-socialiste. Cette représentation trompeuse prend le relais dans la période d'après-guerre, parmi d'autres historiens de l'Allemagne de l'Est, jusqu'à la littérature de recherche moderne. Certains historiens vont jusqu'à qualifier l'ensemble de la campagne internationale d'ENK sur la sensibilisation à la famine dans le cadre de la politique anti-Komintern du régime nazi. Ammende utilise dans son livre des photos non créditées prises par Alexander Wienerberger lors de son travail à Kharkiv en 1933; ces photos sont actuellement bien connues et ont été réimprimées à plusieurs reprises .
Ewald Ammende est décédé le 15 avril 1936 dans des conditions obscures à Beijing, où il souhaitait rencontrer des représentants des minorités juives de Waldheim (district national juif en Extrême-Orient). Il est seulement clair qu'il est décédé à l'hôpital allemand de Pékin. Des notices nécrologiques paraissent dans de nombreux journaux européens, dans lesquelles les causes de décès variaient entre meurtre, suicide, crise cardiaque, accident vasculaire cérébral et choc glycémique (ce qui est actuellement considéré comme une raison possible en raison des antécédents familiaux de la même maladie). Après sa mort, son frère et son bras droit, Erich Ammende, prend la direction de l'ENK comme charge provisoire. Il ne survit que sept mois à son frère et meurt à Vienne ,.
Il est enterré au cimetière Alevi à Pärnu, en Estonie.

## Œuvres choisies
- Ewald Ammende, Die Hilfsaktion für Petersburg, Riga, R. Ruetz, 1920.
- Ewald Ammende, Die Agonie einer Weltstadt. Helft Petersburg, Riga, R. Ruetz, 1920.
- Ewald Ammende, Europa und Sowjet-Rußland, Berlin, Curtius-Verlag, 1921.
- Ewald Ammende, Die Gefährdung des europäischen Friedens durch die nationale Unduldsamkeit, Vienne, Karl Jaspers, 1927.
- Ewald Ammende, Nationalitäten in den Staaten Europas. Braumüller Universitäts-Verlagsbuchhandlung, Vienne et Leipzig, 1931.
- Ewald Ammende, Muss Russland hungern? Menschen und Völkerschicksale in der Sowjetunion, Vienne, Wilhelm Braumüller Universitäts-Verlagsbuchhandlung, 1935.
- Ewald Ammende, Human Life in Russia, Londres, G. Allen & Unwin, 1936.